# Orlane Ahanda
Orlane Ahanda (* 20. November 1998 in Nantes, Frankreich) ist eine französische Handballspielerin, die dem Kader der französischen Nationalmannschaft angehört.

## Karriere

### Im Verein
Ahanda begann das Handballspielen in ihrer Geburtsstadt bei ALPAC Nantes. Im Jahr 2011 wechselte die Linkshänderin in die Jugendabteilung des Vereins Nantes Atlantique Handball. Mit der U-18-Mannschaft des Vereins gewann sie 2016 die französische Meisterschaft. Am 30. September 2016 bestritt die Rückraumspielerin ihr erstes Erstligaspiel gegen Brest Bretagne Handball. Nachdem Ahanda anschließend weiterhin dem Kader der Erstligamannschaft angehört hatte, unterschrieb sie im Februar 2020 ihren ersten Profivertrag bei Nantes Atlantique Handball. Mit Nantes gewann sie die EHF European League 2020/21. Im Finale erzielte sie zwei Treffer gegen die ungarische Mannschaft Siófok KC. Nachdem Nantes Atlantique Handball im Sommer 2024 Insolvenz angemeldet hatte, trat sie mit der Mannschaft den Gang in die Zweitklassigkeit an.

### In der Nationalmannschaft
Ahanda belegte mit der französischen Jugendnationalmannschaft den sechsten Platz bei der U-18-Weltmeisterschaft 2016. Im Turnierverlauf erzielte sie 13 Treffer. Ahanda bestritt am 6. Oktober 2021 ihr Länderspieldebüt für die französische A-Nationalmannschaft gegen Tschechien. Ahanda rückte während der Weltmeisterschaft 2021 für die verletzte Laura Flippes in den Kader der französischen Auswahl und gewann die Silbermedaille.